# 墨西拿主教座堂
38°11′31.416″N 15°33′18.000″E / 38.19206000°N 15.55500000°E

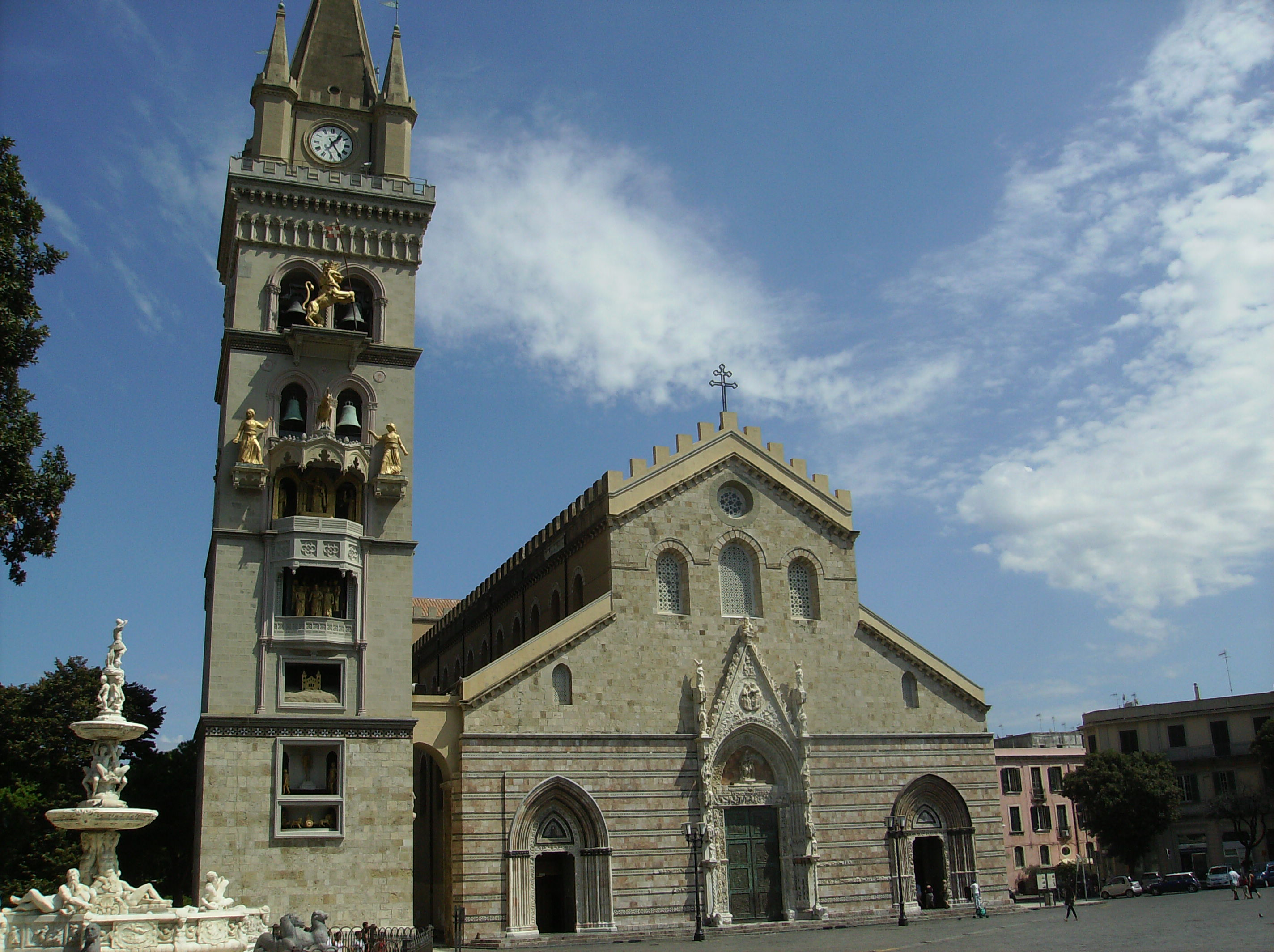

墨西拿圣母圣天圣殿主教座堂（Basilica Cattedrale Protometropolitana di Santa Maria Assunta，Duomo di Messina）是天主教墨西拿-利帕里岛-圣卢恰德尔梅拉总教区的主教座堂，位于意大利西西里岛墨西拿古城，立面和钟楼位于主教座堂广场。始建于1197年。
在墨西拿主教座堂的钟楼上，有著名的墨西拿天文钟。
墨西拿主教座堂列为宗座圣殿。